# 우메 겐지로
우메 겐지로(일본어: 梅 謙次郎, 1860년 7월 24일 ~ 1910년 8월 26일)은 일본의 법학자, 교육자이다. 도쿄 제국대학 법과대학 교수, 도쿄 제국대학 법과대학장, 내각법제국 장관, 문부성 총무장관 등을 역임했다. 와후쓰 법률학교(현 호세이 대학) 교장, 호세이 대학 초대 총리(총장)였다.

## 경력
마쓰에 번(현 시마네현 마쓰에시) 출신. 도쿄 외국어학교(현 도쿄 외국어대학) 프랑스어과를 수석으로 졸업한 뒤, 사법성 법학교에서 프랑스법을 배웠다.
문부성의 국비 유학생으로 프랑스 리옹 대학교의 박사(Doctorat)과정에 진학했다. 수석으로 박사 학위를 취득하고, 박사 학위 논문 화해론으로 현지에서 높은 평가를 받았다.
귀국 후, 도쿄 제국대학 법과대학 교수에 전념하려 했으나, 삿타 마사쿠니(薩埵正邦, 호세이 대학 설립자)와 토미이 마사아키라(富井政章, 삿타 마사쿠니의 처남) 그리고 유학 시절 만난 모토노 이치로(本野一郎, 와후쓰 법률학교 강사)의 부탁으로 와후쓰 법률학교의 학감을 겸임한다. 이후 20년 동안 학감, 교장, 초대 총리(총장)로 호세이 대학의 설립, 발전에 큰 기여를 했다.
이외에도 상법, 한국 법전 편찬에 종사하고, 행정 면에서도 많은 직책을 겸임하는 등 여러 방면에서 활동했다.

## 이력
- 1874년 상경.
- 1875년 도쿄 외국어학교(현 도쿄 외국어대학) 입학.
- 1880년 도쿄 외국어학교 프랑스어학과 수석 졸업.
- 1885년 도쿄 대학 법학부 교원.
- 1886년 프랑스 리옹 대학교 박사과정 유학.
- 1890년 귀국. 도쿄 제국대학 법과대학(현 도쿄 대학 법학부) 교수. 와후쓰 법률학교(현 호세이 대학) 학감.
- 1897년 도쿄 제국대학 법과대학장.
- 1899년 재단법인 와후쓰 법률학교 교장.
- 1901년 도쿄 제국대학 법과대학 교수.
- 1903년부터 1910년까지 호세이 대학 초대 총리(총장).
- 1906년 한국통감이었던 이토 히로부미의 부탁으로 한국 정부 법 최고고문으로 취임, 법전 편찬에 종사.
- 1910년 훈1등 서보장.